# Día de la Medalla de Honor
El día de la Medalla de Honor (del inglés: Medal Honor Day) es una celebración federal de los Estados Unidos que se celebra cada año el 25 de marzo. Fue creada para honrar el «heroísmo y sacrificio de los destinatarios de la Medalla de Honor por los Estados Unidos». La festividad se celebra desde 1991, cuando el presidente George H. W. Bush firmó la Ley Pública 101-564 el 15 de noviembre de 1990, que fue aprobada por el 101.er Congreso de los Estados Unidos en ese mes, y la creó. La festividad fue elegida para celebrarse el 25 de marzo en honor a los 23 hombres que participaron en la gran persecución en locomotora y recibieron medallas de honor por ello, en particular William Bensinger, Robert Buffum, Elihu H. Mason, Jacob Parrott, William Pittenger y William H. H. Reddick, quienes recibieron las primeras seis Medallas de Honor el 25 de marzo de 1863. La ley dice (en parte):

«Considerando que la Medalla de Honor es la máxima distinción que puede otorgar el presidente, en nombre del congreso, a los miembros de las Fuerzas Armadas que se hayan distinguido de manera conspicua por su valentía e intrepidez a riesgo de su vida más allá de la convocatoria. del deber ... Considerando que la conciencia pública sobre la importancia de la Medalla de Honor ha disminuido en los últimos años; y Considerando que la designación del Día Nacional de la Medalla de Honor centrará los esfuerzos de las organizaciones nacionales, estatales y locales que se esfuerzan por fomentar la apreciación y el reconocimiento público de los destinatarios de la Medalla de Honor.»